# Steinschlägerei

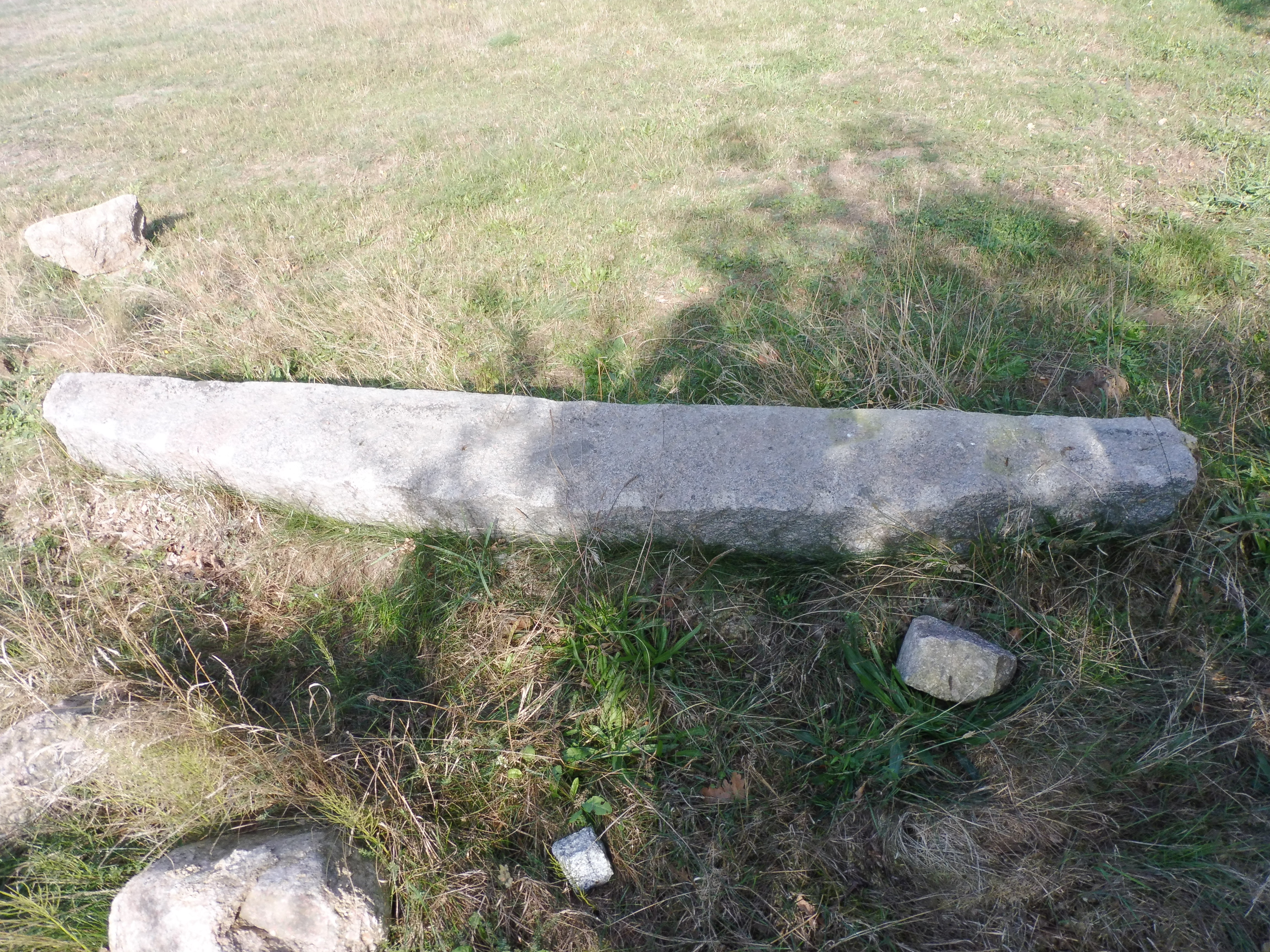
Granitsturz, am Unterrand die Spuren der Meißelschläge

Die Steinschlägerei war ein typisches Handwerk im steinreichen Norden Brandenburgs und Süden Mecklenburg-Vorpommerns, aber auch im übrigen Europa. Als Rohstoff dienten die Findlinge, welche durch die Eiszeit vor zirka 15.000 Jahren in der Landschaft zu finden sind. Größere Vorkommen waren die mächtigen Blockpackungen bei Althüttendorf und Sperlingsherberge. Die Steinschläger zerteilten die Steine, um diese als Baumaterial für Häuser, Kirchen, Molen, Stadtmauern und als Straßenpflaster zu verwenden.
Das Handwerk der Steinschlägerei lebt in künstlerischer Form, als Granitbildhauerei, weiter.